# Golden set (tennis)
Ett golden set är ett set som en tennisspelare vinner utan att tappa en enda poäng. 

## Historia
Endast två män och tre kvinnor i professionell tennis har uppnått ett golden set:
| Spelare             | Turnering                                                                 | Motståndare       | Slutresultat     | Referens |
| ------------------- | ------------------------------------------------------------------------- | ----------------- | ---------------- | --- |
| Pauline Betz        | Western & Southern Open Tri-State tournament 1943 i Cincinnati, Ohio      | Catherine Wolf    | 6–0, 6–2         | S. Smith, Phillip (2010); From Club Court to Center Court                                                                                                |
| Bill Scanlon        | första omgången av WCT Gold Coast Classic i Delray Beach 22 februari 1983 | Marcos Hocevar    | 6–2, 6–0         | Guinness rekordbok |
| Tine Scheuer-Larsen | Fed Cup Europa/Afrikazonen 1995                                           | Mmaphala Letsatle | 6–0, 6–0         | Politiken, 10 maj 1995, sida 10 |
| Jaroslava Sjvedova  | Wimbledonmästerskapen 2012                                                | Sara Errani       | 6–0, 6–4         | http://www.telegraph.co.uk/sport/tennis/wimbledon/9367463/Wimbledon-2012-Yaroslava-Shvedova-claims-golden-set-as-Sara-Errani-makes-unwanted-history.html |
| Julian Reister      | Kvalspel till US Open 2013                                                | Tim Pütz          | 6–7(3), 6–4, 6–0 | http://tennisnet.com/de/de/turniere/usopen/1541411/Golden-Set_Reister-schafft-bei-USOpenQuali-seltenes-Kunststuck?country=0                              |

## Nära ögat
I en match år 2006 ledde Sjvedova mot Amy Frazier, USA med 5-0 och 40-0, en poäng ifrån ett "golden set", när hon gör ett dubbelfel.  Frazier vann sedan matchen med 1-6, 6-0, 6-0. Senare i Wimbledon 2012, skulle Sjvedova bli den första personen att vinna ett golden set i en majorturnering.